# Scaptomyza platyrhina
Scaptomyza platyrhina är en tvåvingeart som beskrevs av Hardy 1967. Scaptomyza platyrhina ingår i släktet Scaptomyza och familjen daggflugor. Inga underarter finns listade i Catalogue of Life.